# CHL Humanitarian of the Year
CHL Humanitarian of the Year je každoročně udělované ocenění hokejistovi, působícím v některé z lig, které zastřešuje Canadian Hockey League, který se nejvíce podílel v humanitárních aktivitách.

## Držitelé CHL Humanitarian of the Year
| Sezóna  | Hráč                       | Tým                          | Liga  |
| ------- | -------------------------- | ---------------------------- | ----- |
| 2016/17 | Tyler Wong                 | Lethbridge Hurricanes        | WHL   |
| 2015/16 | Will Petschenig            | Saginaw Spirit               | OHL   |
| 2014/15 | Danick Martel              | Blainville-Boisbriand Armada | QMJHL |
| 2013/14 | Sam Fioretti               | Moose Jaw Warriors           | WHL   |
| 2012/13 | Ben Fanelli                | Kitchener Rangers            | OHL   |
| 2011/12 | Vincent Barnard            | Quebec Remparts              | QMJHL |
| 2010/11 | Spencer Edwards            | Moose Jaw Warriors           | WHL   |
| 2009/10 | Ryan Hayes                 | Plymouth Whalers             | OHL   |
| 2008/09 | Matthew Pistilli           | Shawinigan Cataractes        | QMJHL |
| 2007/08 | Chris Morehouse            | Moncton Wildcats             | QMJHL |
| 2006/07 | Kyle Moir                  | Swift Current Broncos        | WHL   |
| 2005/06 | Mike Angelidis             | Owen Sound Attack            | OHL   |
| 2004/05 | Colin Fraser               | Red Deer Rebels              | WHL   |
| 2003/04 | Chris Campoli              | Erie Otters                  | OHL   |
| 2002/03 | Ryan Craig                 | Brandon Wheat Kings          | WHL   |
| 2001/02 | Brandin Cote               | Spokane Chiefs               | WHL   |
| 2000/01 | Jim Vandermeer             | Red Deer Rebels              | WHL   |
| 1999/00 | Simon Gamache              | Val-d'Or Foreurs             | QMJHL |
| 1998/99 | Philippe Sauvé             | Rimouski Océanic             | QMJHL |
| 1997/98 | Jason Metcalfe             | London Knights               | OHL   |
| 1996/97 | Jesse Wallin               | Red Deer Rebels              | WHL   |
| 1995/96 | Craig Mills                | Belleville Bulls             | OHL   |
| 1994/95 | David-Alexandre Beauregard | Saint-Hyacinthe Laser        | QMJHL |
| 1993/94 | Stéphane Roy               | Val-d'Or Foreurs             | QMJHL |
| 1992/93 | Keli Corpse                | Kingston Frontenacs          | OHL   |